# Scottish League Cup 1977/78
Der Scottish League Cup wurde 1977/78 zum 32. Mal ausgespielt. Der schottische Fußball-Ligapokal, der unter den Teilnehmern der Scottish Football League ausgetragen wurde, begann am 17. August 1977 und endete mit dem Finale am 18. März 1978 im Hampden Park von Glasgow. Der als Titelverteidiger startende FC Aberdeen kam bis ins Achtelfinale, in dem das Team gegen den späteren Sieger den Glasgow Rangers unterlag. Im Finale kam es zum insgesamt siebten Mal zu einem Old-Firm-Derby nach 1958, 1965, 1966, 1967, 1971 und 1976. Celtic erreichte zum 14. Mal seit 1965 ununterbrochen das Endspiel (6 Siege; 8 Niederlagen). Die Rangers gewannen das diesjährige Endspiel mit 2:1 nach Verlängerung und konnten damit den 9. Titel im Ligapokal perfekt machen. Vor dem Finale waren beide Teams mit jeweils acht Erfolgen Rekordsieger des Wettbewerbs, die Statistik der direkten Endspiele lautete 3:3. Celtic verlor nach 1976 und 1977 somit im dritten Endspiel in Folge.

## 1. Runde
Ausgetragen wurden die Hinspiele am 17. August, die Rückspiele am 23. und 24. August 1977.
|                     | Gesamt |                    | Hinspiel | Rückspiel |
| ------------------- | ------ | ------------------ | -------- | --------- |
| FC Aberdeen         | 5:1    | Airdrieonians FC   | 3:1      | 2:0       |
| Alloa Athletic      | 5:6    | FC Stranraer       | 5:3      | 0:3       |
| FC Clydebank        | 6:0    | FC East Fife       | 5:0      | 1:0       |
| Dundee United       | 10:10  | Albion Rovers      | 5:0      | 5:1       |
| Hibernian Edinburgh | 1:2    | Queen of the South | 1:2      | 0:0       |
| FC Montrose         | 1:4    | FC Dundee          | 1:3      | 0:1       |

## 2. Runde
Ausgetragen wurden die Hinspiele zwischen dem 24. und 31. August, die Rückspiele am 3. September 1977.
|                       | Gesamt          |                      | Hinspiel | Rückspiel |
| --------------------- | --------------- | -------------------- | -------- | --------- |
| Glasgow Rangers       | 6:1             | FC St. Johnstone     | 3:1      | 3:0       |
| FC Clyde              | 1:2             | Dunfermline Athletic | 0:0      | 1:2       |
| Heart of Midlothian   | 6:0             | FC Stenhousemuir     | 1:0      | 5:0       |
| Ayr United            | 1:1 (4:2 i. E.) | FC Queen’s Park      | 1:0      | 0:1 n. V. |
| FC Aberdeen           | 10:00           | FC Cowdenbeath       | 5:0      | 5:0       |
| Celtic Glasgow        | 4:2             | FC Motherwell        | 0:0      | 4:2       |
| FC Clydebank          | 1:0             | FC Stranraer         | 0:0      | 1:0       |
| FC Dumbarton          | 4:7             | Hamilton Academical  | 4:1      | 0:6       |
| FC Dundee             | 5:1             | Berwick Rangers      | 4:0      | 1:1       |
| FC East Stirlingshire | 0:1             | Stirling Albion      | 0:1      | 0:0       |
| FC Kilmarnock         | 1:2             | FC St. Mirren        | 0:0      | 1:2       |
| FC Livingston         | 2:4             | Forfar Athletic      | 2:2      | 0:2       |
| Greenock Morton       | 3:2             | FC Falkirk           | 0:0      | 3:2       |
| Partick Thistle       | 0:1             | Dundee United        | 0:0      | 0:1       |
| Queen of the South    | 4:2             | Brechin City         | 2:0      | 2:2       |
| Raith Rovers          | 1:4             | FC Arbroath          | 0:1      | 1:3       |

## Achtelfinale
Ausgetragen wurden die Hinspiele am 5. Oktober, die Rückspiele am 26. Oktober 1977.
|                      | Gesamt |                    | Hinspiel | Rückspiel |
| -------------------- | ------ | ------------------ | -------- | --------- |
| FC Arbroath          | 1:6    | Dundee United      | 0:4      | 1:2       |
| Ayr United           | 3:4    | Forfar Athletic    | 2:1      | 1:3       |
| FC Dundee            | 0:6    | Queen of the South | 0:0      | 0:6       |
| Dunfermline Athletic | 4:2    | FC Clydebank       | 2:0      | 2:2       |
| Hamilton Academical  | 2:3    | FC St. Mirren      | 0:2      | 2:1       |
| Heart of Midlothian  | 3:2    | Greenock Morton    | 3:0      | 0:2       |
| Glasgow Rangers      | 7:4    | FC Aberdeen        | 6:1      | 1:3       |
| Stirling Albion      | 2:3    | Celtic Glasgow     | 1:2      | 1:1       |

## Viertelfinale
Ausgetragen wurden die Hinspiele am 8. und 9. November, die Rückspiele am 16. November 1977.
|                    | Gesamt          |                      | Hinspiel | Rückspiel |
| ------------------ | --------------- | -------------------- | -------- | --------- |
| Queen of the South | 3:4             | Forfar Athletic      | 3:3      | 0:1       |
| Dundee United      | 3:3 (2:4 i. E.) | Heart of Midlothian  | 3:1      | 0:2 n. V. |
| Glasgow Rangers    | 6:2             | Dunfermline Athletic | 3:1      | 3:1       |
| FC St. Mirren      | 1:5             | Celtic Glasgow       | 1:3      | 0:2       |

## Halbfinale
Ausgetragen wurden die Spiele am 27. Februar und 1. März 1978.
|                 | Ergebnis  |                     |
| --------------- | --------- | ------------------- |
| Glasgow Rangers | 5:2 n. V. | Forfar Athletic     |
| Celtic Glasgow  | 2:0       | Heart of Midlothian |

## Finale
| Glasgow Rangers                         | Glasgow Rangers | Celtic Glasgow | Celtic Glasgow |
| --------------------------------------- | --- | --- | -------------- |
| Glasgow Rangers                         | \| 18. März 1978 in Glasgow (Hampden Park) \| \| Ergebnis: 2:1 n. V. (1:1, 1:0) \| \| Zuschauer: 60.168 \| \| Schiedsrichter: D. Syme \| \| Spielbericht \|                                                                   | \| 18. März 1978 in Glasgow (Hampden Park) \| \| Ergebnis: 2:1 n. V. (1:1, 1:0) \| \| Zuschauer: 60.168 \| \| Schiedsrichter: D. Syme \| \| Spielbericht \|                                                                 | Celtic Glasgow |
| Glasgow Rangers                         | Stewart Kennedy – Sandy Jardine, Tom Forsyth, John Greig, Colin Jackson, Alex MacDonald – Tommy McLean, Johnny Hamilton (Alex Miller) – Derek Johnstone, Gordon Smith, Davie Cooper (Derek Parlane) Cheftrainer: Jock Wallace | Peter Latchford – Alan Sneddon, Andy Lynch (Paul Wilson), Frank Munro, Roddie MacDonald – John Dowie, Ronnie Glavin (Johnny Doyle), Jóhannes Eðvaldsson, Tommy Burns – George McCluskey, Roy Aitken Cheftrainer: Jock Stein | Celtic Glasgow |
| Glasgow Rangers                         | 1:0 Davie Cooper (38.) 2:1 Gordon Smith (117.) | 1:1 Jóhannes Eðvaldsson (84.) | Celtic Glasgow |
| 18. März 1978 in Glasgow (Hampden Park) | | |                |
| Ergebnis: 2:1 n. V. (1:1, 1:0)          | | |                |
| Zuschauer: 60.168                       | | |                |
| Schiedsrichter: D. Syme                 | | |                |
| Spielbericht                            | | |                |